# فقط برای چشم‌های تو
فقط برای چشم‌های تو (به زبان انگلیسی: 4 Your Eyez Only) (تلفظ؛ فور یور آیز ٱنلی) چهارمین آلبوم استودیویی رپر آمریکایی جی. کول که تحت لیبل راک نیشن و دریم‌ویل رکوردز در سال ۲۰۱۶ منتشر شد.